# Teoria de campo de Liouville
Na física, teoria de campo de Liouville, ou simplesmente (teoria de Liouville) é uma teoria quântica de campos bidimensional cuja equação clássica de movimento se assemelha a equação diferencial não-linear de segunda ordem de Joseph Liouville a que aparece no problema geométrico clássico de uniformização de superfícies de Riemann.
A teoria de campo é definida pela ação local:
{\displaystyle S={\frac {1}{4\pi }}\int d^{2}x{\sqrt {g}}(g^{\mu \nu }\partial _{\mu }\phi \partial _{\nu }\phi +(b+b^{-1})R\phi +4\pi e^{2b\phi }),}
onde {\displaystyle \partial _{\mu }=\partial /\partial x^{\mu },\ g_{\mu \nu }} é a métrica do espaço bidimensional em que a teoria de campo é formulada, {\displaystyle R} é o escalar Ricci de tal espaço, e {\displaystyle b} é um acoplamento constante real. O campo {\displaystyle \phi } é consequentemente chamado de campo Liouville.
A equação de movimento associado a esta ação é ::{\displaystyle \Delta \phi (x)={\frac {1}{2}}(b+b^{-1})R(x)+4\pi be^{2b\phi (x)}}
onde {\displaystyle \Delta =g^{-1/2}\partial _{\mu }(g^{1/2}g^{\mu \nu }\partial _{\nu })} é o operador de d'Alembert nesse espaço. No caso, a métrica do espaço sendo a métrica Euclidiana e utilizando a notação padrão, torna-se a equação clássica de Liouville.
{\displaystyle \left({\frac {\partial ^{2}}{\partial x^{2}}}+{\frac {\partial ^{2}}{\partial y^{2}}}\right)\phi (x,y)=4\pi be^{2b\phi (x,y)}}